# Fecal Matter
Fecal Matter (engl. ‚Fäkalien‘) war eine frühe Band von Nirvana-Frontmann Kurt Cobain, welche auch Mitglieder der Melvins umfasste.

## Geschichte
Die Band wurde im Winter 1985 gegründet und bestand zu Anfang aus Kurt Cobain (Gitarre, Gesang), Dale Crover (Bass) und Greg Hokanson (Schlagzeug). Hokanson verließ die Band aber bald wieder. 1986 wechselte das Lineup noch einmal mit Mike Dillard (Schlagzeug) und Buzz Osborne (Bass), bevor Cobain die Band auflöste. Cobain hatte mit Fecal Matter mindestens einen Liveauftritt, im Dezember 1985 im Spot Club, MoClips, Washington mit Hokanson und Crover.
Cobain und Crover nahmen im Dezember 1985 bei Cobains Tante Mari Earl, welche einen Vierspurrekorder besaß, eine Demo mit 15 Liedern auf. Crover spielte bei diesen Aufnahmen neben der Bassgitarre auch das Schlagzeug ein. Cobain reichte die Aufnahmen in seinem Freundeskreis rum, und es war diese Demo, (insbesondere der Song Spank Thru), welche den späteren Nirvana-Bassisten Krist Novoselić dazu brachte, zusammen mit Cobain eine Band zu gründen.
Das Fecal-Matter-Demotape, von welchem bisher keine Kopie der Öffentlichkeit zugänglich ist, wird in Nirvana-Fankreisen als eine der begehrtesten der unveröffentlichten Cobain-Aufnahmen betrachtet. Ursprünglich sollte Mike Broomfields Dokumentationsfilm Kurt & Courtney Ausschnitte dieser Demo beinhalten, aber Cobains Witwe Courtney Love ließ dies rechtlich nicht zu, was auch im Film angemerkt wird.
Im Booklet des 2004 erschienenen Nirvana-Box-Sets With the Lights Out ist eine Abbildung des Covers des Fecal-Matter-Demotapes zu sehen, welches den eigentlichen Namen der Demo, Illiteracy will prevail, sowie die Trackliste verrät.
Auf der am 31. Oktober 2005 erschienenen Nirvana-CD Sliver: The Best of the Box wurde einer der Fecal-Matter-Songs nun doch offiziell veröffentlicht. Bei dem Song handelt es sich um Spank Thru, welcher von Kurt Cobain auch bei seiner späteren Band Nirvana wieder aufgegriffen wurde.
Mindestens zwei weitere Songs auf der Demoaufnahme wurden ebenfalls zu Nirvana-Songs, namentlich Downer und Anorexorcist, dessen Hauptriff Teil eines der Fecal-Matter-Lieder ist.
Im März 2006 wurden über eine zufällig gefundene Webseite einige weitere Lieder des Fecal-Matter-Demos für Fans zugänglich. Bei den meisten handelt es sich zwar nur um Songfragmente, welche wahrscheinlich über ein Mikrofon von einer Stereoanlage abgenommen wurden, drei Songs sind nun jedoch komplett von einer Direktkopie erhältlich. Die Authentizität wurde bereits bestätigt. Bei den drei Liedern handelt es sich um Sound Of Dentage, Bambi Slaughter und Laminated Effect.